# Drepanium scariosifolium
Drepanium scariosifolium là một loài Rêu trong họ Hypnaceae. Loài này được (Müll. Hal.) G. Roth mô tả khoa học đầu tiên năm 1904.